# Griet Hoet
Griet Hoet (Gent, 12 juni 1978) is een Belgische wielrenster en paralympiër.
In 2016 reed ze het Belgisch record op zowel de 1 km tijdrit als de 3 km achtervolging.
Op de Paralympische Zomerspelen van Rio nam ze deel aan zowel de weg- als baanritten.

## Palmares
- 2016: Paralympische Zomerspelen 2016, Wegrit B, 14de
- 2016: Paralympische Zomerspelen 2016, Tijdrit B (weg), 14de
- 2016: Paralympische Zomerspelen 2016, 1000m Tijdrijden, 8e
- 2016: Paralympische Zomerspelen 2016, 3000m Achtervolging , 7de
- 2016: Wk Montichiari, baan 3 km achtervolging, 6de
- 2016: Wk Montichiari, baan 1 km tijdrit, 7de
- 2020: WK Milton, baan, achtervolging,  3de
- 2020: WK Milton, baan, sprint,  2de
- 2021: Paralympische spelen 2020, baan, 1 km tijdrit, 3de